# Хафец-Хаим (кибуц)
Хафец-Хаим (ивр. חפץ חיים‎, «желающий жить») — кибуц в долине Ха-Шфела около города Гедера, относящийся к израильскому региональному совету Нахаль-Сорек. Основан в 1944 году.

## История
Земля, на которой в дальнейшем был основан Хафец-Хаим, изначально была приобретена Еврейским национальным фондом и на ней впервые было построено жильё 15 августа 1937 года по тактике «Стены и башни». Поселение было названо «Шаар-Ханег», потом переименовано в «Кфар-Сольд» (по имени Генриетты Сольд). Однако 13 ноября 1942 года поселенцы переехали на территорию Галилейского выступа, где они основали новый кибуц, также названный «Кфар-Сольд».
Кибуц «Хафец-Хаим» был основан 25 апреля 1944 года и является первым населённым пунктом, основанным членами движения Поалей Агудат-Исраэль, которые в дальнейшем основали также кибуц Шаальвим и несколько мошавов.
Основатели кибуца были репатриантами из Германии, приехавшими в подмандатную Палестину после прихода национал-социалистов к власти в Германии. Они сначала поселились в двух временных учебных группах в Петах-Тикве и Кфар-Саве, и там готовились к основанию кибуца. Группа из Петах-Тиквы из семи основателей жила в палатках даже в холод и дождь, но через некоторое время им пришлось покинуть это место по просьбе муниципалитета.
Мать одного из членов группы, Ицхака Вейла, купила земли в окрестностях Гедеры и обе группы начали постройку кибуца на этих землях.
В конце 1990-х годов кибуц погряз в больших долгах, и поэтому начался процесс приватизации земель и другой собственности, который также имел место в большинстве кибуцев в Израиле. К 2010 году вся собственность кибуца полностью приватизирована.

## Население
По данным Центрального статистического бюро Израиля, население на начало 2020 года составляло 558 человек.

## Название
Кибуц был назван в честь известного раввина, галахиста и моралиста, духовного лидера еврейства Польши и России Хафец-Хаима (Исраэль Меир Коэн).

## Археология
В 2010 году при раскопках близ кибуца Хафец-Хаим была обнаружена восьмиугольная винная печать византийской эпохи размером 6,5 × 16,5 метра.